# 史波林
爱德华·史波林（英語：Eduard Sperling，又译施佩林、史排林等，19世纪70年代—？），纳粹党党员，上海保险公司驻南京代表。南京大屠杀期间，任南京安全区国际委员会成员。

## 生平
一战时在德军服役，参加青岛战役，被日军俘虏，在日本关押四年。
南京大屠杀期间，任南京安全区国际委员会成员兼总稽查。史波林常以纳粹党党员的身份，一边斥责日军，一边高呼“希特勒万岁”吓跑他们。1938年2月因感冒被金诵盘救治，后至上海租界帮助金诵盘将报告寄给国民政府。